# إتساسو أرانا
إتساسو أرانا (بالإسبانية: Itsaso Arana)‏ هي ممثلة إسبانية، ولدت يوم 20 أغسطس 1985 في تافالا في إسبانيا.

## روابط خارجية
- إتساسو أرانا على موقع IMDb (الإنجليزية)
- إتساسو أرانا على موقع ألو سيني (الفرنسية)
- إتساسو أرانا على موقع قاعدة بيانات الفيلم (الإنجليزية)